# The Jaggerz
The Jaggerz est un groupe américain de rock, formé en 1965 à Pittsburgh. Après un premier 45 tours sans succès (Baby I Love You), ils se font connaître grâce à l'album We Went to Different Schools Together (en) qui contient la chanson The Rapper (en) sortie en 1970, vendue à plus d'un million d'exemplaires (disque d'or de la RIAA) et qui se classera no 1 dans le classement de Record World et no 2 au Billboard Hot 100. Après cet album, le groupe ne rencontrera plus d'autres grands succès et son chanteur, Donnie Iris (en), tentera une carrière indépendante des Jaggerz.

## Membres
- Jimmie Ross (en) - chant, guitare basse (1965–1976 et depuis 1989)
- Benny Faiella - guitare (1965–1977 et depuis 1989)
- Hermie Granati - claviers, chants, arrangements (1975–1976, 1998–2003, et actuellement)
- Dennis McAbee - guitare
- Paul Martello - batterie, percussions, chant
- Chris Patarini - saxophone, trompette, percussions, chant

## Anciens membres
- Donnie Iris (en) - guitare, chant (1965–1976)
- Bill Maybray - basse, chant (1965–1973 ; décédé en 2004)
- Thom Davies - piano (1965–1973)
- Jim Pugliano - batterie (1965–1976 et 1989–1998 ; décédé en 2010)
- Frank Czuri (en) - claviers (1973–1976)
- Sam Ippolito - chant (1976–1977)
- Gene Vallecorsa - guitare (1976–1977)
- Robert Vallecorsa - claviers (1976–1977)
- Mark Zeppuhar - saxophone (1976-1977)
- Ron Levi - trompette
- Rich Mansfield - saxophone
- Mike Caporizzo - saxophone

## Discographie

### Albums
- 1969 - Introducing the Jaggerz (en) (Gamble GS-5006)
- 1970 - We Went to Different Schools Together (en) (Kama Sutra KSBS-2017) US No. 62
- 1975 - Come Again (en) (Wooden Nickel BWL1-0772)
- 1998 - And the Band Played On… (en)
- 2001 - Re-Rapped by Request (en)
- 2014 - The Walk

### Singles
- 1968 - (That’s Why) Baby I Love You / Bring It Back (Gamble G-218)
- 1968 - Gotta Find My Way Back Home / Forever Together, Together Forever (Gamble 226)
- 1969 - Together / Let Me Be the One (Gamble 238)
- 1970 - Higher And Higher / Ain't No Sun (Gamble 4008)
- 1970 - Need Your Love / Here's a Heart (Gamble 4012)
- 1970 - The Rapper (en) / Born Poor (Kama Sutra 502) US No. 2
- 1970 - I Call My Baby Candy / Will She Believe Me? (Kama Sutra 509) US No. 75
- 1970 - What a Bummer / Memories Of The Traveler (Kama Sutra 513) US No. 88
- 1971 - Let's Talk About Love / I'll Never Forget You (Kama Sutra 517)
- 1975 - 2 + 2 / Don't It Make You Wanna Dance (Wooden Nickel PB/WB-10194)
- 2014 - The Walk